# 鳥生浩司
鳥生 浩司（とりう こうじ、1975年 - ）は、日本の小説家（ライトノベル作家）、シナリオライター。別名義にTBH。愛媛県出身。

## 来歴
2004年に「想刻のペンデュラム」で第11回電撃小説大賞三次選考通過。受賞には至らなかったが、電撃文庫編集部の拾い上げによりデビュー。同作の完結後、足かけ2年を費やしFLATのアダルトゲーム「うたてめぐり」のシナリオを執筆（TBH名義）。2009年に「双心のサヤ」で小説執筆を再開する。

## 作品
小説
- 想刻のペンデュラム（電撃文庫・全4巻）
- 双心のサヤ（HJ文庫）

ゲームシナリオ（TBH名義）
- うたてめぐり（FLAT）